# Ole Andres Olsen
Ole Andres Olsen (28 de julho de 1845 - 29 de janeiro de 1915) foi Pastor, Administrador e Presidente da Igreja Adventista do Sétimo Dia. Ele foi votado pela Conferência Geral presidiu a Igreja de 1888 a 1897.

## História
Nascido em Skogen, perto de Oslo, na época chamada de Christiania, na Noruega, Olsen emigrou para os Estados Unidos para Wisconsin com a idade de 5 anos. Aos nove anos de idade seus pais tinham começado a observar e guardar o Sábado do Sétimo Dia. Ele foi batizado em 1858.
De 1876 a 1877, ele frequentou a escola em Battle Creek College (agora Andrews University). Em 1869 recebeu pela Conferência de Wisconsin uma licença para o Ministério Pastoral. Em 2 de junho de 1873, ele foi então ordenado como um Ministro. No ano seguinte, ele foi eleito presidente da Conferência de Wisconsin. Ele serviu a Igreja em diversos setores da administração.
Na sessão da Conferência Geral  de 1888 ele foi eleito presidente da Associação Geral. Olsen foi uma das primeiras pessoas a defender a formação de Conferências da União. Depois que ele não foi reeleito como presidente da a Igreja (1897) ele foi como missionário para a África do Sul. Em 1901 ele foi convidado para dirigir o trabalho na Grã-Bretanha.
Olsen veio a óbito em 29 de janeiro de 1915, morte causada por um ataque cardíaco.

## Realizações como presidente
Em 1888 a Sessão da Conferência Geral elegeu Olsen como presidente. Porem, ele estava na Europa na época e não pode assumir a presidência até maio de 1889. No entanto a sessão de 1889 da Conferência Geral, realizada em outubro, elegeu novamente a Olsen e ele teve então a oportunidade de trazer mudanças e desenvolvimento para a Associação Geral. Em seu discurso de abertura ele revelou sua intenção e seus objetivos administrativos, incluído suas preocupações diárias em promover e expandir a  estrutura e práticas da Igreja tais como:
Europa: a literatura Adventista deveria ser traduzidas para as línguas russa e espanhola. Deveria haver mais tradução de tal literatura também em alemão. Estabelecer trabalhadores na Turquia, França, Itália, Áustria, Holanda e Espanha. Revelou também os planos em atender os fieis na Escandinávia que desejavam o estabelecimentos de escolas naquela região.
Austrália: A Conferência Australiana precisava de um gerente de negócios de modo que o líder, Tenny, poderia fazer mais edição e conferência de trabalho. E para a Nova Zelândia, havia a necessidade de um assistente na condução dos interesses da igreja. O trabalho de prospecção estava começando neste país e precisava ser colocado em pé de negócios e expansão.
África do Sul: Para a África do Sul, reconduzir um trabalhador holandês para trabalhar entre as pessoas daquela região com conhecimento das Línguas ngúni.
Estados Unidos: O trabalho no Sul dos Estados Unidos precisavam de atenção. Olsen acreditava que a prospecção, ou vendas de livros, seria o tipo mais bem sucedido de trabalho de evangelismo no pais. Oferecer ajuda especial nas Missões das grandes cidades americanas. A escola bíblica em Chicago deveria receber o apoio da Conferência. Em 1889, três Faculdades existiam para servir a igreja: Battle Creek, em Michigan, South Lancaster em Massachusetts e Healdsburg, na Califórnia. Uma atenção cuidadosa deveria ser dada a uma faculdade no Centro-Oeste. Olsen recomendou que o trabalho nos Estados Unidos fosse dividido em distritos e que cada um deveria ficar sob a supervisão de um membro da comissão da Associação Geral. Este superintendente distrital iria planejar os institutos, reuniões campais, reuniões gerais e outros trabalhos para o território. (Olsen, 1889, p. 8) Com o tempo  e no decorrer dos encontros, a recomendação de Olsen sobre isso acabou por se tornar em realidade.
Institutos de Formação: Devem ser instituídas escolas especiais no tempo estabelecido para a formação de ministros, o ensino das línguas escandinavas, francesas e alemãs nos Estados Unidos. A maioria dessas escolas foram programadas para começar em novembro de 1889. No entanto, todo trabalho que já havia sido iniciado deveria ser aprimorado.
Liberdade Religiosa: A Associação Nacional de Liberdade Religiosa (The National Associação de Liberdade Religiosa) recentemente criada deveria receber o aval da Sessão da Conferência Geral. A Sessão da Conferência Geral também deveria desenvolver um plano para atender as petições  envolvendo questões de Liberdade religiosa ja existentes.
Estas iniciativas demonstram a abrangência do envolvimento de Olsen com a Igreja  no mundo.

## Olsen e Ellen White
Durante o Ministério e presidência de Olsen a pioneira, escritora e profetisa Ellen White lhe escreveu diversos manuscritos com conselhos e admoestações sobre os assuntos e a administração da Igreja, entre os quais:
- Em 27 de agosto de 1890 - Para O. A. Olsen:

| “ | Querido irmão Olsen: o testemunho anexo enviei especialmente à Associação, mas o Senhor me mostrou que os mesmos males reprovados naquela associação existem em outras associações. As igrejas têm necessidade de piedade pessoal e de mais profunda, muito mais profunda experiência na verdade e no conhecimento de Jesus Cristo...” [Publicado em: The Ellen G. White 1888 Materials, p. 703. No livro em português: Ellen G. White e o Alto Clamor.]. | ” |

- Em 1 de setembro de 1892 - Para O. A. Olsen:

| “ | Os ministros são enviados, como foi João, para dar testemunho daquela Luz. A missão do mensageiro enviado por Deus não é a de atrair as simpatias do povo a si mesmo, mas direcionar as afeições e simpatias para longe de si, e centralizá-las em Cristo.[Publicado em: The Ellen G. White 1888 Materials, p. 1018, 1019. No livro em português: Ellen G. White e o Alto Clamor.]. | ” |

- Em 1 de maio de 1895 - Para O. A. Olsen:

| “ | Pergunto àqueles em posições de responsabilidade em Battle Creek: O que vocês estão fazendo? Vocês viraram as costas, e não o rosto, para o Senhor. É preciso que haja uma purificação do coração, dos sentimentos, da simpatia, das palavras, em relação aos assuntos da mais crucial importância: o Senhor Deus, a eternidade e a verdade... [The Ellen G. White 1888 Materials, p. 1334, 1335. No livro em português: Ellen G. White e o Alto Clamor]. | ” |